# Parapercis basimaculata
Parapercis basimaculata is een straalvinnige vissensoort uit de familie van krokodilvissen (Pinguipedidae). De wetenschappelijke naam van de soort is voor het eerst geldig gepubliceerd in 2008 door Randall, Senou & Yoshino.